# Aire d'attraction de Surgères
L'aire d'attraction de Surgères est un zonage d'étude défini par l'Insee pour caractériser l’influence de la commune de Surgères sur les communes environnantes. Publiée en octobre 2020, elle se substitue à l'aire urbaine de Surgères, qui comportait 1 communes dans le dernier zonage qui remontait à 2010.

## Définition
L'aire d'attraction d'une ville est composée d’un pôle, défini à partir de critères de population et d’emploi ainsi que d’une couronne constituée des communes dont au moins 15 % des actifs travaillent dans le pôle. Le pôle d’attraction constitue ainsi un point de convergence des déplacements domicile-travail,.

## Type et composition
L’aire d'attraction de Surgères est une aire intra-départementale qui comporte 9 communes en Charente-Maritime.
Elle est catégorisée dans les aires de moins de 50 000 habitants, une catégorie qui regroupe 16,5 % de la population de Nouvelle-Aquitaine et 12,2 % au niveau national.

### Carte

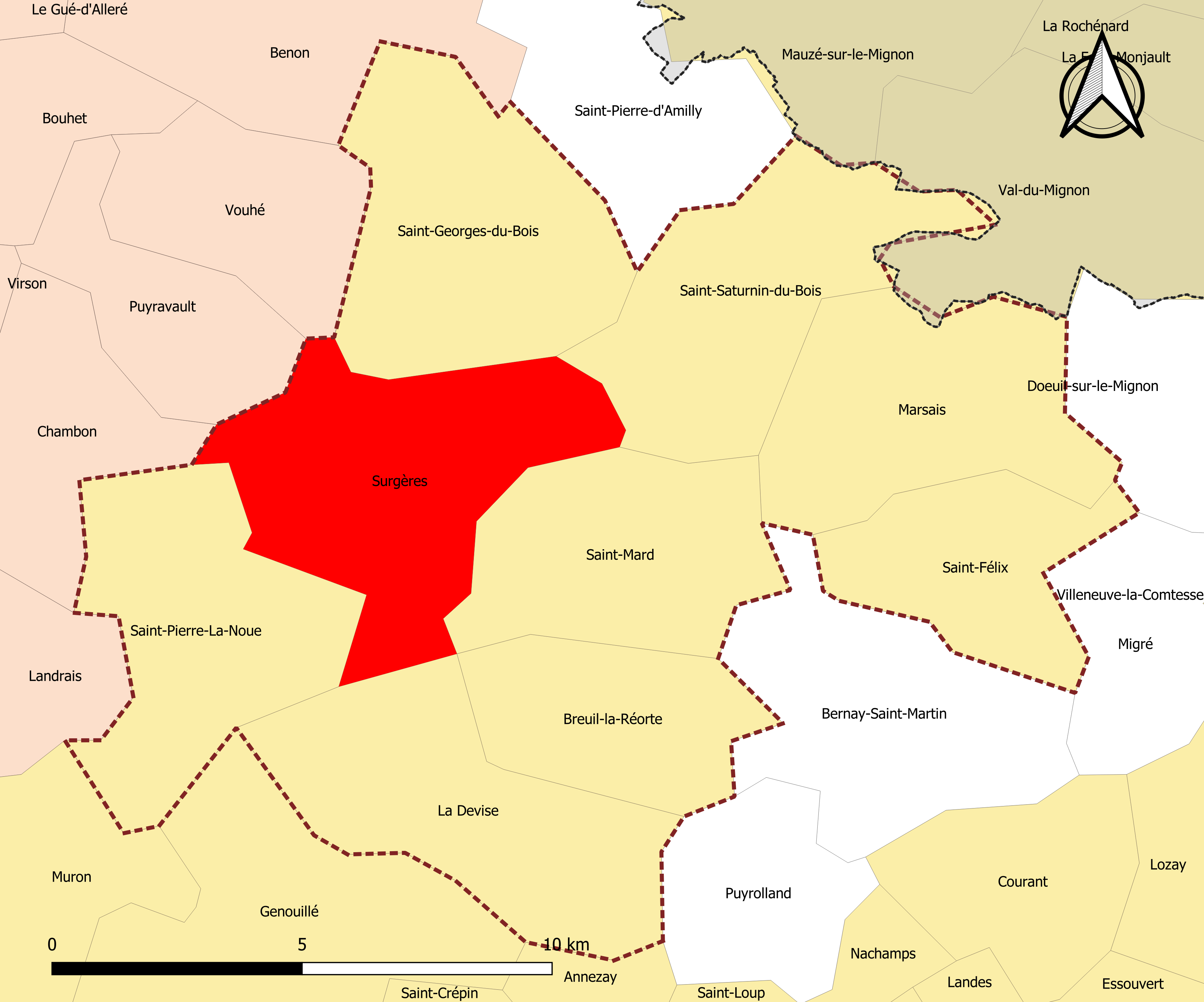
Carte de l'aire d'attraction de Surgères.
Commune-centre
Commune de la couronne

### Composition communale
| Nom                       | Code Insee | Département       | Statut                 | Superficie (km2) | Population (dernière pop. légale) | Densité (hab./km2) | Modifier                                    |
| ------------------------- | ---------- | ----------------- | ---------------------- | ---------------- | --------------------------------- | ------------------ | ------------------------------------------- |
| Surgères (commune-centre) | 17434      | Charente-Maritime | commune-centre         | 28,71            | 6 861 (2022)                      | 239                | modifier les données · modifier les données |
| Breuil-la-Réorte          | 17063      | Charente-Maritime | commune de la couronne | 16,07            | 473 (2022)                        | 29                 | modifier les données · modifier les données |
| Marsais                   | 17221      | Charente-Maritime | commune de la couronne | 23,98            | 956 (2022)                        | 40                 | modifier les données · modifier les données |
| Saint-Félix               | 17327      | Charente-Maritime | commune de la couronne | 15,23            | 322 (2022)                        | 21                 | modifier les données · modifier les données |
| Saint-Georges-du-Bois     | 17338      | Charente-Maritime | commune de la couronne | 27,90            | 1 869 (2022)                      | 67                 | modifier les données · modifier les données |
| Saint-Pierre-La-Noue      | 17340      | Charente-Maritime | commune de la couronne | 24,91            | 1 498 (2022)                      | 60                 | modifier les données · modifier les données |
| Saint-Mard                | 17359      | Charente-Maritime | commune de la couronne | 21,21            | 1 244 (2022)                      | 59                 | modifier les données · modifier les données |
| Saint-Saturnin-du-Bois    | 17394      | Charente-Maritime | commune de la couronne | 25,21            | 910 (2022)                        | 36                 | modifier les données · modifier les données |
| La Devise                 | 17457      | Charente-Maritime | commune de la couronne | 26,83            | 1 196 (2022)                      | 45                 | modifier les données · modifier les données |